# Alfersa
L'alfersa és una antiga peça del joc dels escacs que fou substituïda per la dama i actualment no s'usa. Son nom prové de l'àrab andalusí alfarza, al seu torn de l'àrab clàssic firzān, que prové del neopersa farzin, i aquest del pelvi frāzen, "guardià". Fins i tot en l'actualitat, la paraula per a la dama és Ферзь (ferz) en rus i vezér en hongarès.
Se situava al costat del rei i era l'equivalent d'un visir o conseller reial, però, en el joc, son poder respecte a altres peces era escàs: es movia només una casella cada cop en diagonal cap endavant o cap enrere, llevat de son primer moviment, on podia avançar tres en diagonal o bé en horitzontal, fins i tot saltant-se altres peces.
En l'últim quart del segle XV hi hagué en les regles dels escacs un canvi revolucionari: l'alfersa fou substituïda per la dama, una peça més forta i àgil. Aquest canvi, així com d'altres relacionats tals com l'ampliació del radi d'acció de l'alfil, la possibilitat dels peons de convertir-se en dames, o la possibilitat d'enrocar, es va iniciar probablement a la València de Ferran II d'Aragó, i el primer text que es conserva amb una partida jugada amb les noves regles és Escacs d'amor, del sogorbí Francesc Vicent.